# Theodor Hilde
Theodor Olaus Hilde (Christiania, 1836 -Drammen, 20 oktober 1904) was een Noors organist en componist.
Hij gaf naast eigen werk ook een aantal verzamelbundels uit. Voorts gaf hij les in harmonieleer. Hij was van 1864 tot 1871 organist in de parochie van Mandal en van 1872 tot 1875 in Kristiansund. Er kwam weer een termijn in Mandal (1875-1878). Gedurende het seizoen 1883/1884 was hij organist te Porsgrunn. Hij was oprichter en docent van het amateurorkest (Dilletantenorkester) van Drammen in de jaren tachtig. Vlak voor de eeuwwisseling deed hij hetzelfde met het Harmonieën.
Hij was getrouwd met Andrea Salvesen (1835-1910) en zij kregen een zoon Olaf Andreas Hilde (1864-1896) en vier dochters Theodora Hilde (1870), Karen Andrea (1872-voor 1910), Valborg Hilde (1875-1897) en Signe Hilde (1879).

Werken:
- Adventsalme for sopran, alt, tenor og bas (eigen beheer)
- 1, 2, 3! (Jule-Rheinlænder-spøg (Warmuth)
- Telegram-polka (Warmuth)
- Militær-marsch voor vierhandig piano en althoorn (uitvoering 1873)
- Sangbog nærnest til brug for Almueskolen

- Bibsys: 2114799
- Virtual International Authority File: 6233149198303174940002